# 슬로바키아의 경제
슬로바키아의 경제는 슬로바키아가 2004년에 유럽 연합 회원국이 되고 2009년 초에 유로화를 채택한 것에 기반을 두고 있다. 수도 브라티슬라바는 슬로바키아에서 가장 큰 금융 중심지이다. 2018년 1분기 현재 실업률은 5.72%이다.
슬로바키아 GDP가 2000년부터 2008년까지 매우 강력하게 성장했기 때문에(예: 2007년 GDP 성장률 10.4%) 슬로바키아 경제는 타트라 호랑이로 불렸다.

## 역사
1993년 1월 슬로바키아 공화국 수립 이후, 슬로바키아는 중앙 계획 경제에서 자유 시장 경제로의 전환을 거쳤으며, 일부 관측통들은 이 과정이 블라디미르 메치아르 총리의 정실 자본주의 및 기타 재정 정책 때문에 1994년~1998년 사이에 지연되었다고 믿었다. 메치아르의 임기 동안 경제 성장과 다른 기초체력이 꾸준히 개선되었지만, 공공 및 민간 부채와 무역 적자 또한 증가했고, 민영화는 고르지 못했다. 연간 실질 GDP 성장은 1995년에 6.5퍼센트로 최고조에 달했으나 1999년에는 1.3퍼센트로 떨어졌다.
"자유보수적"인 미쿨라시 주린다 총리(1998년~2006년)의 두 정부는 거시경제 안정과 시장지향적 구조개혁 정책을 추구했다. 이제 거의 모든 경제가 민영화되었고 외국인 투자는 회복되었다. 주요 수출 시장의 불황에도 불구하고 2000년대 초 경제 성장은 예상을 뛰어넘었다. 2001년에는 거시경제 안정과 구조 개혁 정책이 실업률의 급격한 증가를 이끌었다. 실업률은 2001년 19.2%로 정점에 달했고 2006년 9월 현재 (방법론에 따라) 9.8% 또는 13.5%로 떨어졌지만 여전히 문제가 되고 있다. 내수가 견조하여 2002년에는 경제성장률이 4.1%로 상승했다. 수출 호조세는 가계 소비 침체에도 불구하고 2003년 4.2%, 2004년 5.4%로 경제성장을 견인했다. 2005년 GDP 성장률은 6%였다. 헤드라인 소비자 물가 상승률은 1993년 26%에서 2004년 평균 7.5%로 떨어졌지만, 슬로바키아의 유럽 연합 가입에 앞서 보조된 공공요금 인상으로 인해 상승폭이 커졌다. 2005년 7월, 인플레이션율은 2.0%로 떨어졌고 2005년에는 3%, 2006년에는 2.5% 미만으로 예측되었다. 2006년 슬로바키아는 경제협력개발기구(OECD) 회원국 중 가장 높은 경제성장률(8.9%)을 기록했고 유럽 연합에서는 에스토니아와 라트비아에 이어 세 번째로 높은 경제성장률을 기록했다. 그 나라는 부와 고용의 지역적 불균형을 해결하는 데 어려움을 겪어 왔다. 1인당 GDP는 브라티슬라바의 EU 평균의 188%에서 동부 슬로바키아의 54%에 불과하다.

## GDP 성장
세계 은행에 따르면 슬로바키아의 GDP 발전
| 연도  | 2001년 | 2002년 | 2003년 | 2004년 | 2005년 | 2006년 | 2007년 | 2008년 | 2009년 | 2010년 | 2011년 | 2012년 | 2013년 | 2014년 | 2015년 | 2016년 | 2017년 | 2018년 |
| ----- | ------ | ------ | ------ | ------ | ------ | ------ | ------ | ------ | ------ | ------ | ------ | ------ | ------ | ------ | ------ | ------ | ------ | ------ |
| % GDP | 3.3    | 4.5    | 5.4    | 5.2    | 6.7    | 8.4    | 10.8   | 5.6    | −5.4   | 5.0    | 2.8    | 1.6    | 1.5    | 2.7    | 4.2    | 3.1    | 3.2    | 4.1    |

2007년 슬로바키아는 4분기 14.3%로 OECD와 EU 회원국 중 가장 높은 GDP 성장률을 기록했다. 2014년 국내총생산(GDP) 성장률은 2.4%, 2015년과 2016년 슬로바키아 경제는 각각 3.6%와 3.3% 성장했다. 2018년 슬로바키아 국립은행은 GDP가 4% 증가할 것으로 전망하고 있다.

## 서비스
슬로바키아의 서비스 부문은 지난 10년 동안 빠르게 성장하여 현재 인구의 69%를 고용하고 있으며 GDP에 61% 이상을 기여하고 있다. 슬로바키아의 관광 산업은 최근 몇 년간 증가하고 있으며, 수입은 2001년 6억 4천만 달러에서 2005년 12억 달러로 두 배로 증가했다.

## 농업
2016년 농업은 GDP의 3.6%(1993년 6.9%와 비교)를 차지했고 노동력의 약 3.9%(1994년 10.2%에서 감소)를 차지했다. 슬로바키아 땅의 40% 이상이 경작된다. 슬로바키아의 남부 지역은 풍부한 농지로 알려져 있다. 밀, 호밀, 옥수수, 감자, 사탕무, 곡물, 과일, 해바라기 재배. 포도밭은 소카르파티아산맥, 토카지, 그리고 다른 남부 지역에 집중되어 있다. 돼지, 소, 양, 그리고 가금류를 포함한 가축의 사육 또한 중요하다.

## R&D
유럽 집행위원회의 최근 보고서에 따르면 슬로바키아(일부 다른 중앙유럽 및 동유럽 경제국들과 함께)는 혁신 면에서 EU 국가 목록에서 낮다(슬로바키아 22위). EU 내에서는 지식 창출에서 꼴찌, 혁신과 기업가 정신에서 꼴찌이다. 지식경제로 전환하는 과정에서 특히 교육에 대한 투자와 IT의 광범위한 응용이 부족하다. 세계 은행은 슬로바키아가 정보 인프라를 개선하고 교육 시스템을 개혁할 것을 촉구한다. OECD는 더 강력한 제품 시장 경쟁이 도움이 될 것이라고 말한다.
2006년 3월, 슬로바키아 정부는 연구개발 및 혁신을 위한 실행 계획을 이행하기 위한 새로운 조치들을 도입했다. 이 프로그램은 2006년부터 2010년까지의 기간을 다룬다. RDA는 매년 적어도 한 차례 이 프로그램과 관련된 관심의 표현에 착수할 것으로 예상된다. 이 프로그램의 연간 예산은 RDA에 의해 책정될 것이다. 이 프로그램에 사용할 수 있는 전체 금액은 연간 국가 예산 자원에 따라 달라지며 매년 달라질 가능성이 높다. 약 50%의 예산 자원 증가에 따라, RDA는 2006년에 총 1,931만 유로의 예산을 배정한다.

## 고용
슬로바키아의 최저임금은 월 520유로이며, 2017년 평균 급여는 월 1052유로이며, 2017년 브라티슬라바 지역의 평균 급여는 월 1527유로이다. 2018년 2월 현재 실업률은 5.88%이다.

## 같이 보기
- 타트라 호랑이